# Ferrocarril de El Espartal
El ferrocarril de El Espartal fue una línea férrea industrial construida por la Real Compañía Asturiana de Minas para comunicar sus instalaciones de Arnao con su embarcadero de San Juan de Nieva, en el concejo asturiano de Castrillón, en el norte de España. Según Paul Spencer, fue una de las primeras líneas industriales de vía estrecha en España..
La línea original contaba con 4435 m de longitud y un ancho de vía de 800 mm. Posteriormente se le añadió un tercer carril para ancho ibérico y se conectó a la red de la Compañía de los Caminos de Hierro del Norte de España en la estación de San Juan de Nieva.
Las obras comenzaron en 1853 y la concesión de la línea data del 30 de abril de 1867, aunque su puesta en funcionamiento es anterior. En un principio, contó con tracción animal hasta la llegada de la primera locomotora de vapor, la Eleonore, en 1880.

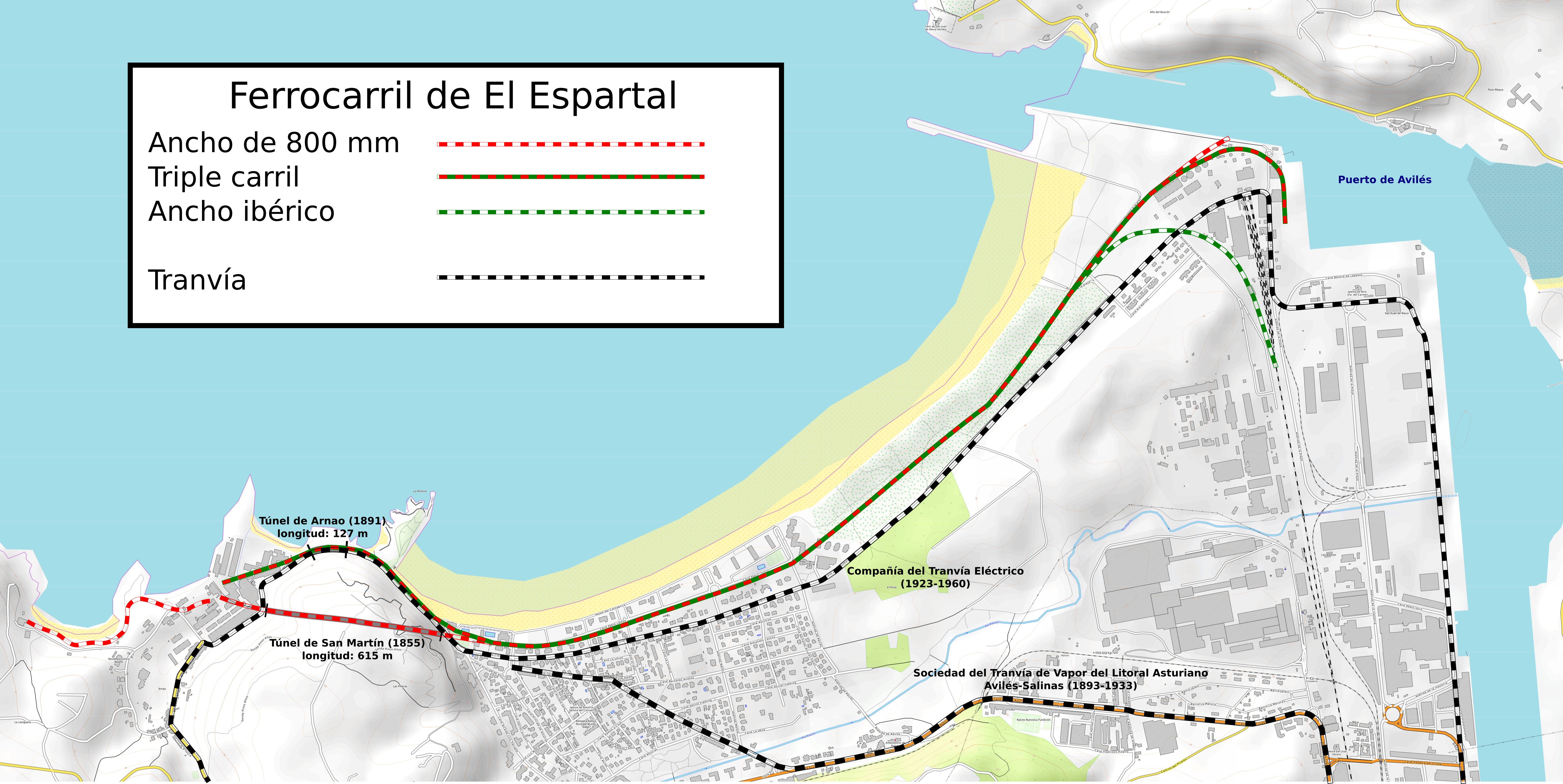

## Historia

### Antecedentes
La Real Compañía Asturiana de Minas de Carbón (1833-1853), antecesora de la Real Compañía Asturiana de Minas, disponía en el puerto de Avilés de un depósito para la hulla de su mina de Arnao y de un embarcadero de madera, en la playa arenosa del borde izquierdo del canal de entrada a la ría.
El transporte desde la mina hasta el puerto de Avilés se realizó en primer lugar mediante carros, que encarecían mucho el coste, y posteriormente por el mar desde un embarcadero en la bocamina. Para el transporte marítimo recurrió a lanchas ajenas y luego propias. No obstante, las condiciones de la mar, especialmente en invierno, motivaron la instalación de un depósito de almacén de carbón que permitiera el suministro de carbón independientemente del estado de la mar entre Arnao y San Juan de Nieva.

### Real Compañía Asturiana de Minas
En 1853 la española Real Compañía Asturiana de Minas de Carbón se convierte en la belga Compagnie Royale Asturienne des Mines, Société pour la production du Zinc en Espagne y al negocio minero de carbón se añade la minería y la fundición de zinc. Para este nuevo negocio contaba con minas de blenda y calamina en Guipúzcoa y construyó una fundición en Arnao, en «el valle y colinas llamadas del Cuerno».
Con la puesta en marcha de la fundición de zinc, el carbón de la mina de Arnao deja de venderse y se utiliza para los hornos de la fundición. Debido a esto, se abandona el transporte de hulla al puerto de Avilés y el muelle de San Juan se utiliza para recibir las materias primas (calaminas y blendas, principalmente) y para el envío de los productos de zinc. Para ello, se acometió la construcción de dos ferrocarriles para comunicar las minas con la nueva fundición de zinc y esta con el embarcadero, conocidos como de «El Pical» y de «El Espartal», respectivamente.
En 1853 dieron comienzo las obras de la línea de El Espartal, que presentaba dos obstáculos: atravesar la loma de San Martín, que separa Arnao de Salinas y cruzar las dunas de El Espartal, entre Salinas y San Juan de Nieva.
La loma de San Martín fue atravesada mediante un túnel, de 615 m de longitud, excavado entre 1854 y 1855. A la salida del túnel, la Real Compañíar había adquirido una franja de terreno de 25 varas de ancho y casi 4000 de largo hasta la ría, a través del conocido como Arenal del Espartal. Este comprendía tanto la playa como parte de las dunas costeras, alineadas formando cordones paralelos a la costa. En el surco (espacio entre cordones) más externo se dispuso la traza del ferrocarril.   
Las medidas adoptadas para fijar las dunas se demostraron insuficinetes por lo que la Real Compañía instó la expropiación del Arenal completo, entonces en la parroquia de Laspra, con una extensión de mil días de bueyes, por la cantidad de doce mil reales de vellón.
En el verano de 1858, la reina Isabel II de España, de viaje por Asturias, visita la fundición y la mina de Arnao. Desde la villa de Avilés, se desplazó en una falúa hasta el muelle de la compañía, en San Juan de Nieva, donde dos trenes trasladaron a toda la comitiva hasta Arnao.
En 1890, la Real Compañía solicita y obtiene del Estado el traslado a la dársena de San Juan de Nieva de su embarcadero, originalmente construido en el canal de entrada en madera y en 1967 sustituido por uno de piedra.. La incompatilidad de uso del embarcadero y de la dársena motiva dicho cambio. En consecuencia, se le adjudica los 120 m próximos al canal en el muelle oeste de la dársena, construida entre 1870 y 1900, y 10 355,5 m² de terreno para almacenaje, oficinas, vías e instalaciones.

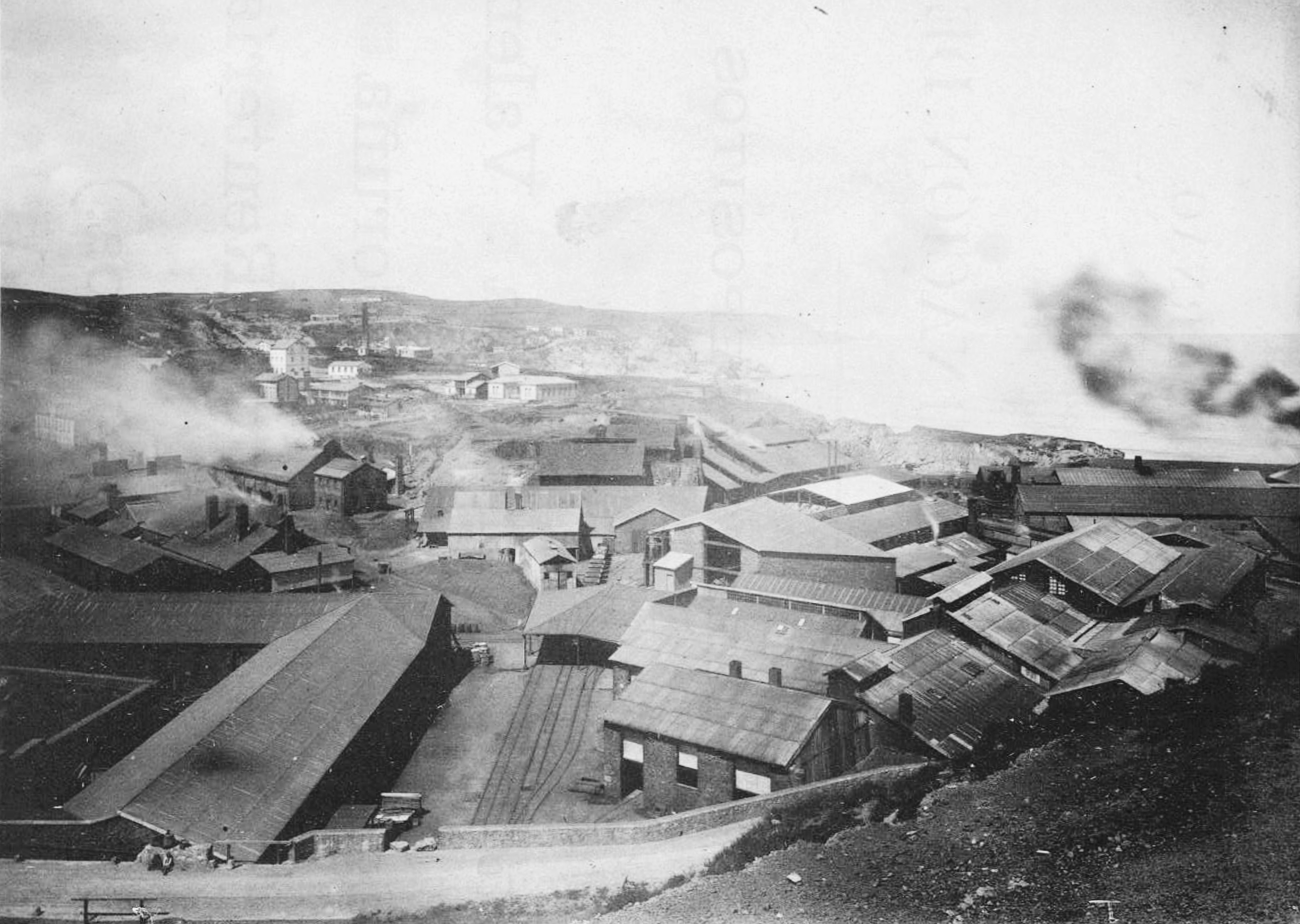
En primer término se observa la carretera de Salinas a Arnao y tras ella la fábrica de Arnao, con la playa de vías a la salida del túnel de San MArtín.

Con la llegada de la Compañía del Norte a la villa de Avilés y a San Juan de Nieva, la Real Compañía se planteó la conexión de la fundición en ancho de 1874 mm. Para ello se perfora un nuevo túnel, mucho más corto que el de San Martín y al norte de este. A dos carriles instalados se le añade un tercero para acoger los dos anchos. El nuevo trazado con tres carriles estuvo en funcionamiento en 1891 y se mantuvieron hasta 1959, en que se levantó el carril correspondiente al ancho de 800 mm.

### Asturiana de Zinc
Asturiana de Zinc fue creada con la participación de la Real Compañía en 1957 para la construcción de un fábrica de zinc electrolítico en San Juan de Nieva. La Real Compañía no pudo acometer la fabricación por sí misma debido a las limitaciones legales a la participación de empresas extranjeras en sectores estratégicos en aquella época.
Debido a las dificultades económicas de la Real Compañía, Asturiana de Zinc acaba adquiriendo todos los activos de la Real Compañía en España. 

## Material motor
Para el servicio de la línea, la empresa adquirió 9 locomotoras, 5 de ancho de vía de 800 mm y 4 en ancho ibérico. La primera de ellas, la locomotora Eleonore, fue adquirida en 1880 para ssutituir la tracción animal.
| Identificación | Ancho de vía | Fabricación | Fabricación | Fabricación | Fabricación | Nueva/Usada | Final de vida útil | Destino           |
| Identificación | Ancho de vía | Año         | Tipo        | Empresa     | N.º         | Nueva/Usada | Final de vida útil | Destino           |
| -------------- | ------------ | ----------- | ----------- | ----------- | ----------- | ----------- | ------------------ | ----------------- |
| Eleonore       | 800 mm       | 1880        | vapor       | Couillet    | 469         | nueva       | ?                  | Museo de Arnao    |
| -              | 800 mm       | 1887        | vapor       | Couillet    | 908         | nueva       | ?                  | Chatarra          |
| 1              | 1672 mm      | 1888        | vapor       | SS          | 3976        | nueva       | ca. 1960           | Chatarra          |
| -              | 1672 mm      | 1892        | vapor       | Cockerill   | 1712        | nueva       | 1976               | Museo FC Asturias |
| -              | 800 mm       | 1899        | vapor       | Couillet    | 1292        | nueva       | ?                  | Chatarra          |
| -              | 1672 mm      | 1925        | vapor       | Couillet    | 1795        | usada       | ?                  | Museo FC Asturias |
| -              | 800 mm       | 1947        | diésel      | Plym        | 5262        | nueva       | ?                  | Chatarra          |
| -              | 800 mm       | 1947        | diésel      | Plym        | 5263        | nueva       | ?                  | Chatarra          |
| -              | 800 mm       | 1951        | vapor       | Couillet    | 1914        | nueva       | ?                  | Chatarra          |
| -              | 800 mm       | 1956        | diésel      | Schöma      | 1743        | nueva       | ?                  | Museo FC Asturias |

### Material preservado

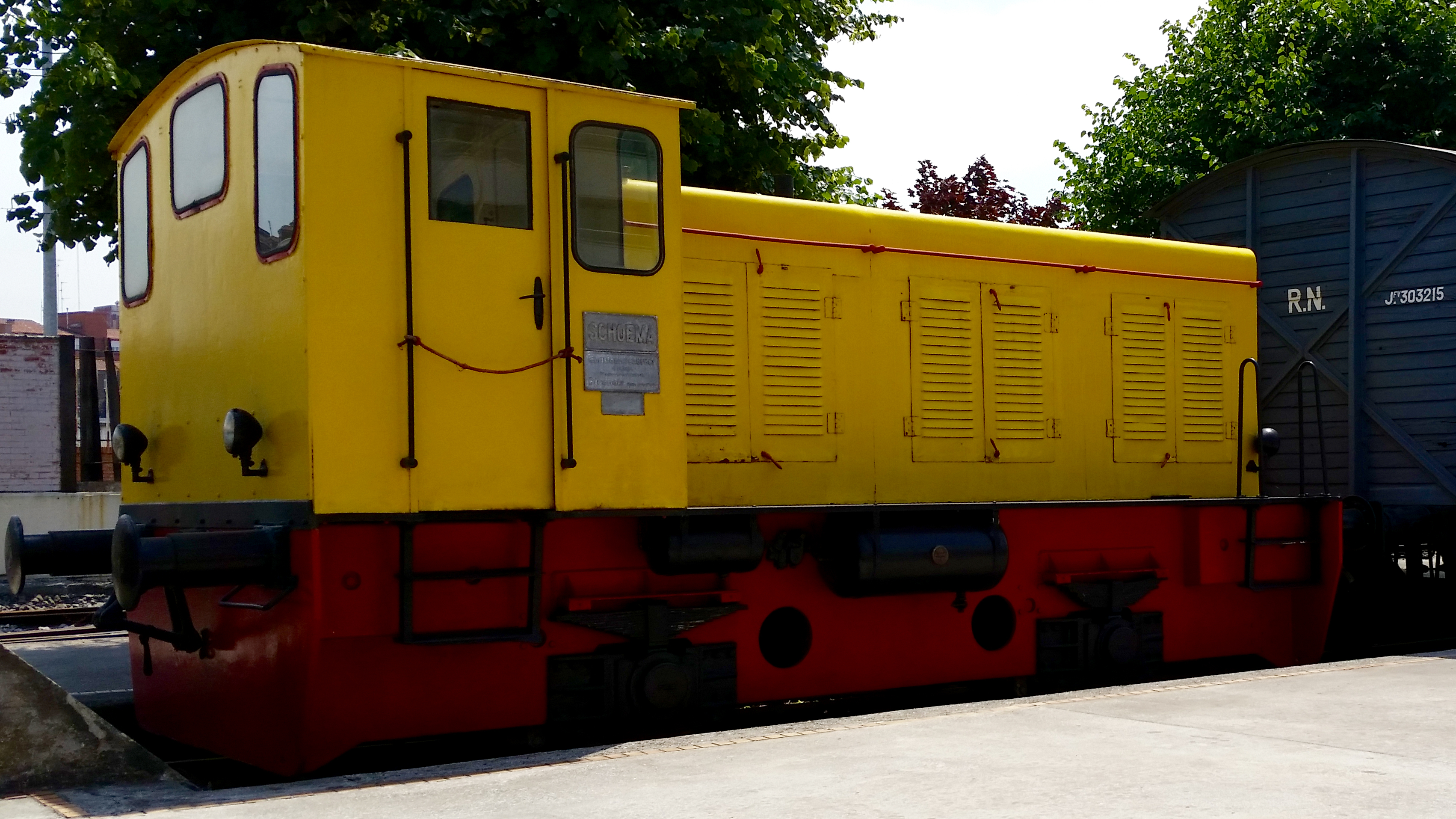
Locomotora diésel fabricada por Schöma en 1956 para la RCAM preservada en el Museo del Ferrocarril de Asturias.

De las 9 locomotoras utilizadas en la línea se han preservado cuatro, tres de vapor y una diesel: la Eleonore,  la Panera la Belga y una diesel. Las tres últimas, de 1674 mm de ancho de vía, se conservan en el Museo del Ferrocarril de Asturias:
La Eleonore
Es una locomotora de ancho 800 mm, construida por la empresa belga Société des hauts-fourneaux, usines et charbonnages de Marcinelle et Couillet (Couillet) en 1880. Cuenta con dos ejes motores acoplados y tanques de agua laterales. Se encuentra expuesta en la plaza de la mina de Arnao.
La Panera
La conocida coloquialmente entre los empleados como 'Panera' por su forma tiene dos ejes motores acoplados y caldera vertical, característica que la hace única en Asturias. Adquirida en 1891 al fabricante belga Société Anonyme John Cockerill se mantuvo en servicio hasta 1976, con colores verde y rojo (bastidor). En noviembre de 1993 fue traslada al Museo del Ferrocarril de Asturias.
La Belga
Fue comprada por la Real Compañía a la Sociedad Ibérica de Construcciones y Obras Públicas en Valencia. De dos ejes motores acoplados y tanques de agua laterales, fue construida por Couillet. 
Schöma
Por último, se conserva una locomotora diésel, construida en 1956 por Christoph Schöttler Maschinenfabrik (Schöma) en Alemania.
Las locomotoras de vapor fueron incluidas en el catálogo del Inventario del Patrimonio Histórico Industrial de Asturias (1985-1987).